# 昆士蘭州地方政府區域
地方政府區域（英語：Local Government Areas；縮寫LGAs）即州內地方政府的自治領域和施政所及之範圍。澳大利亞的政治制度是實行西敏制，行政部門的首長皆由立法部門的成員擔任，且須由議會內的「多數黨」組成政府；例如：聯邦的下議員（Member of Lower-House）組成聯邦政府（Federal Government）、州議員組成州政府（state government）、市議員組成市政府（city council）等。因此澳大利亞英語裡的地方「議會」（council）之含意等同於地方政府（local government）。

## 簡介

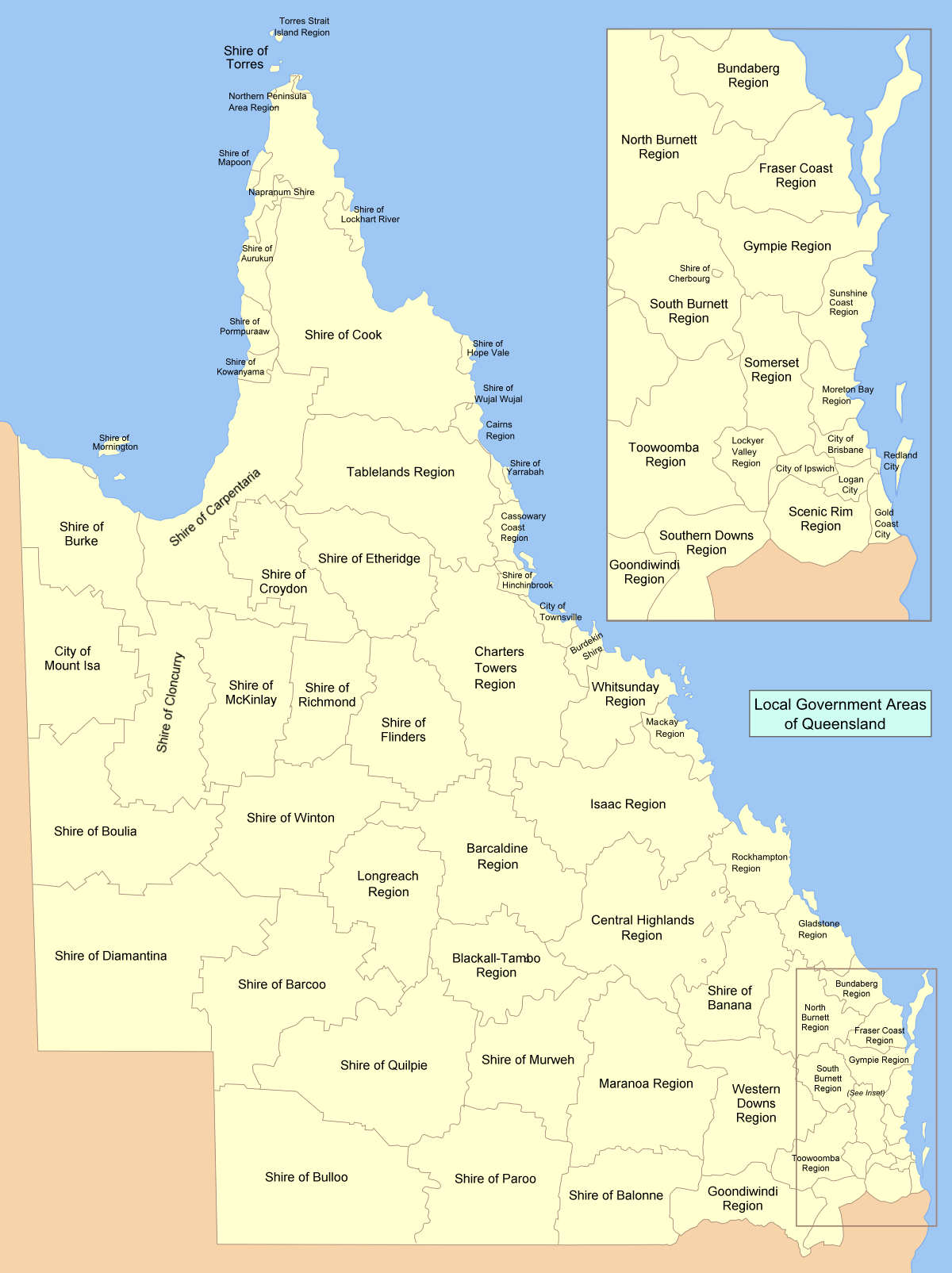
昆士蘭州的地方政府區域之劃分圖

2008年3月，澳大利亞昆士蘭州政府於州內逐一成立的各「區議會」（Regional Council）之法源乃根據2007年7月「地方政府改革委員會」（Local Government Reform Commission ）所提出的報告，首針對財政健全而設計，經整合共識而推動昆州地方選區的重新劃分行政區暨選區，再有地方議員選舉的落實而如擬實施。今昆州已整合為74個「地方政府區域」（LGAs），而地方政府即依此負責自治與施政。而當初在報告中，除了首府布里斯本市，原有州內的各個地方政府事務皆經重新評估，是昆州加入澳大利亞聯邦以來的另一重大行政改革法案。

## 沿革
為了確保昆士蘭州的地方政府體系的財政收支得以健全地方自治精神，並提高服務人民的行政效率、符合全州生態平衡與永續發展原則，「昆士蘭地方政府協會」接受州政府請託，構思了一項針對地方政府的重大改革草案。爾後，於一場針對這項改革的會議中，在所有的156個地方議會代表裡，有118個同意，就政府人員編制、行政轄境和長程發展方面展開評鑑（通稱SSS計劃）。但是由於時間的拿捏不準確，這項極具意義的改革法案無法即時排進州議會的議程中，遂暫時宣告失敗。
2007年3月，昆州地方政府部長親自寫信予州內每一位地方首長，請求他們主動評估「SSS計劃」－改革方針可以達成什麼樣的成果，並且以時程來評估。結果全部的回應皆表示，這項改革無法如期落實，因為緊接著就是3月的地方議員選舉－新任地方政府首長也許會有不同的看法；身為現任者必須尊重繼任者，即使當中有首長正尋求連任。換句話說，有變數。
地方政府部長同意這些具實際考量的回應，於是接受委託的昆士蘭財政事務公司便針對各地方政府的「財政健全度」（financial sustainability）展開評估。報告完成後，旋將結果寄予州內的105個議會參考。內容表示，將近約40%的地方政府有財政收入來源處於「弱」、「非常弱」，甚而「焦慮」的狀況 ；其他接受委託的民間或半政府機構所評估的結果亦相近。
另一方面，關注這項改革的跨黨派重量級民間人士為了行政改革得以實施，也組成了「地方政府改革委員會」，以促進行政體系的調整與行政轄境的重新劃界。

## 報告與建言
2007月7月27日，該委員會針對各地方政府整合後的新名稱、行政層級、行政轄境及新地方政府區域的選舉過渡辦法，皆提出了具體的建言予新選出的地方政府首長，同時建議，現行的156個議會可以整合至72個；32個原住民暨離島議會可以縮編至14個；因此有724個議席可以縮減。
議席縮減的建議，使昆士蘭州的地方首長們分成數派，引起部份人士的憤怒，並揚言反對這項改革；有些面臨被整併的地方議會則對地方整合法案草擬了備忘錄。
時任昆州州長的彼得·畢提則承諾，一定會重視各項共識；從即將被整併的議會至新議會的新名稱，乃至於地方政府區域內的選區劃分，都將予以重視；並表示新的行政體系一定會有效活絡地方永續經營的生機，對財政收入、總體發展及環境保護會有更顯著的成果。反對黨領袖Jeff Seeney對這項整併地方議會的計劃則持異議。

## 結果
昆士蘭州議會在2007年8月10日通過了這項改革法案，並依此成立了「地方事務移轉委員會」（Local Transition Committees）以便輔導改革的落實。另因於法源，也指定了過渡期間的政策執行長來統籌自2007年10月至2008年2月之間的各項變革。
2007年9月，州長彼得·畢提辭去了州長職務，將職責移交予副州長安娜·比利，並由她出任新州長。2008年3月，變革以後的首屆地方議員選舉宣告成功。同時由「地方政府改革委員會」所建議的區政府等新行政體系亦於昆士蘭全境落實了。
今昆士蘭的地方行政／立法依次分三類：
- 市議會：人口高密度的自治都會區（除了府城布里斯本，有些城鎮與衛星城亦有市的名稱）
- 區議會：統轄數個郡與市（依據2008年3月地方整合法案所成立）
- 郡議會：自治農村區（未從屬和歸入區議會治理）

### 備註
1. 由於澳大利亞為一聯邦制的國家，出於需求，各州皆有不同的地方行政法。此一條目乃獨獨針對昆士蘭州所擬，未通體適用於各州，請參考者多加詳實比較。

## 外部連結
1. ↑  Local government in Australia （页面存档备份，存于） "Council" in Australian English can refer to the geographical jurisdiction of a local government, and not just the elected board that governs local affairs
2. ↑  .   [2008-10-24]. （原始内容存档于2011-04-24）.
3. ↑  .   [2008-10-24]. （原始内容存档于2016-11-24）.
4. ↑  Financially distressed councils named （页面存档备份，存于）Retrieved 26 October 2008
5. ↑  Electoral Results, Maps, and Other Information from Electoral Commission of Queensland website 的存檔，存档日期2011-02-26.Retrieved 28 October 2008

- Structural Reform Retrieved 24 October 2008
- Submission to the Local Government Reform Commission （页面存档备份，存于） Retrieved 24 October 2008
- Download Page for the Local Government Reform Commission's Report and Recommendations （页面存档备份，存于） Retrieved 28 October 2008
- Outline of the Queensland's Local Government Reform Processes & Agenda Retrieved 28 October 2008